# Загорье (Рогатинская городская община)
Загорье (укр. Загір'я) — село в Рогатинской городской общине Ивано-Франковского района Ивано-Франковской области Украины.
Население по переписи 2001 года составляло 634 человека. Занимает площадь 14,769 км². Почтовый индекс — 77031. Телефонный код — 3435.